# Spodnji Kamenščak
Spodnji Kamenščak – wieś w Słowenii, w gminie Ljutomer. W 2018 roku liczyła 406 mieszkańców.